# Colby Jones
Pour les articles homonymes, voir Colby et Jones.
Colby Everette Jones, né le  28 mai 2002 à Birmingham en Alabama, est un joueur américain de basket-ball évoluant au poste d'arrière et mesurant 1,95 m.

## Biographie

### Carrière universitaire
Entre 2020 et 2023, il joue pour les Musketeers de Xavier à l'université Xavier.

### Carrière professionnelle
Il est choisi en 34e position par les Hornets de Charlotte, pour les Kings de Sacramento, lors de la draft 2023 de la NBA.
Début juillet 2023, il signe un contrat de près de 9 millions de dollars sur quatre saisons.
En février 2025, il est transféré aux Wizards de Washington. 
Fin juin 2025, il est échangé au Thunder d'Oklahoma City contre Dillon Jones puis coupé dans la foulée.

## Palmarès

### Universitaire
- NIT champion en 2022
- NIT MVP en 2022
- Second-team All-Big East en 2023
- Big East All-Freshman Team en 2021

## Statistiques

### Universitaires
| Saison    | Équipe   | Matchs | Titul. | Min./m | % Tir | % 3pts | % LF | Rbds/m. | Pass/m. | Int/m. | Ctr/m. | Pts/m. |
| --------- | -------- | ------ | ------ | ------ | ----- | ------ | ---- | ------- | ------- | ------ | ------ | ------ |
| 2020-2021 | Xavier   | 15     | 11     | 27,9   | 46,4  | 33,3   | 75,7 | 4,80    | 2,93    | 1,27   | 0,27   | 7,67   |
| 2021-2022 | Xavier   | 35     | 35     | 33,4   | 48,3  | 29,2   | 68,0 | 7,31    | 3,17    | 1,54   | 0,54   | 11,63  |
| 2022-2023 | Xavier   | 36     | 35     | 34,1   | 50,9  | 37,8   | 65,3 | 5,72    | 4,39    | 1,31   | 0,56   | 15,00  |
| Carrière  | Carrière | 86     | 81     | 32,7   | 49,4  | 34,4   | 67,9 | 6,21    | 3,64    | 1,40   | 0,50   | 12,35  |